# Merengue

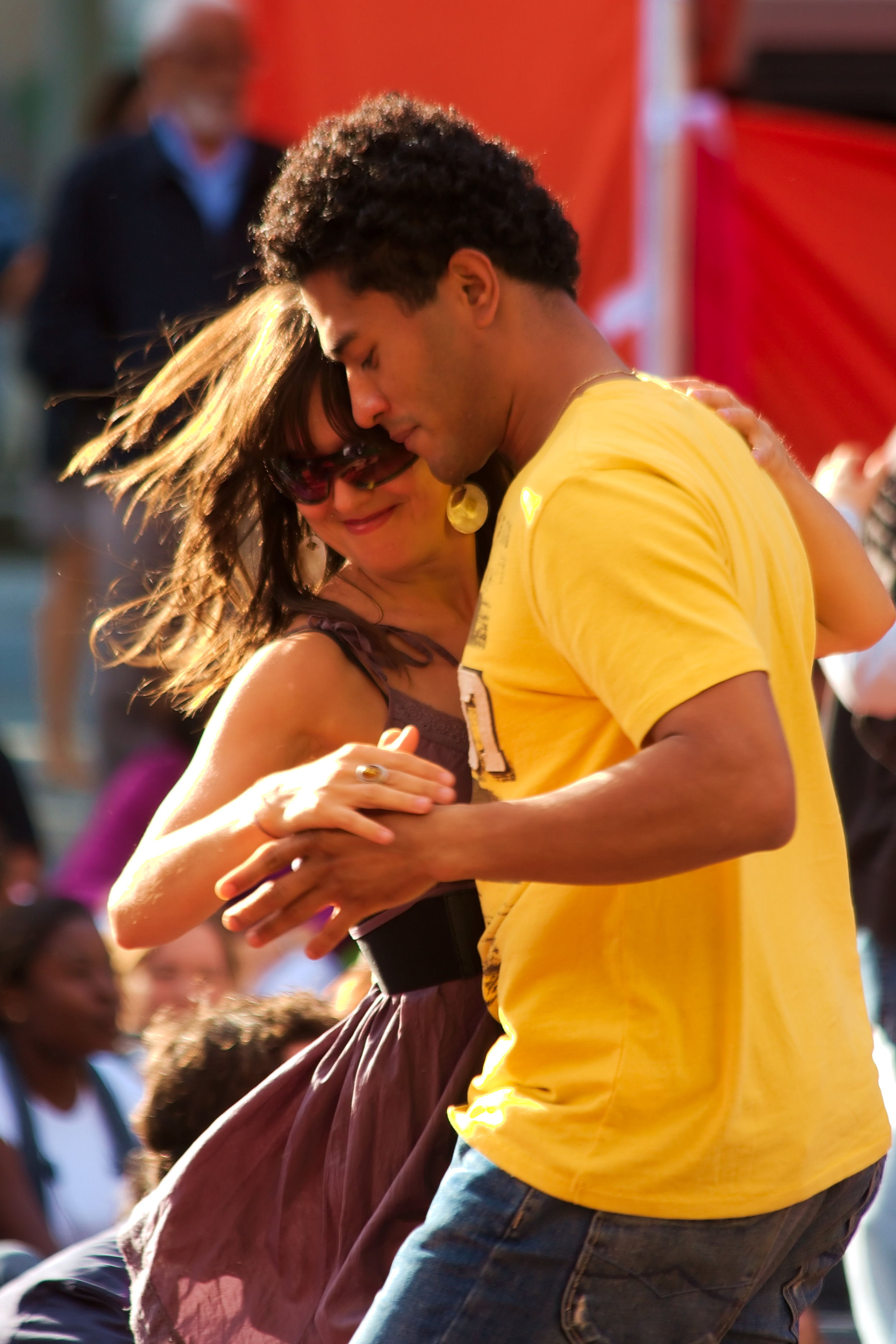
Merenguedans

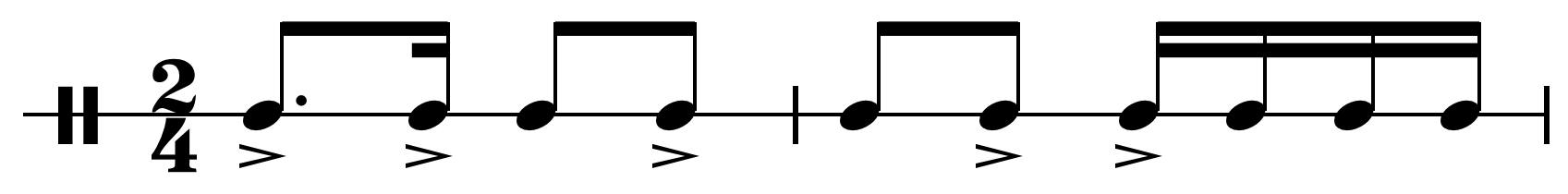
En merenguerytm

Merengue är en latinamerikansk dans- och musikstil med ursprung i Dominikanska republiken.
Merengue går i 2/4-takt och ena benet dras vid varje steg.